# سلمان بن سلطان بن عبد العزيز آل سعود
سلمان بن سلطان بن عبد العزيز آل سعود (2 فبراير 1976م) أمير منطقة المدينة المنورة، و كان نائبا لوزير الدفاع بالمملكة العربية السعودية لفترة قصيرة و أعفي من المنصب، وهو الابن السادس من أبناء ولي العهد السعودي السابق الأمير سلطان بن عبد العزيز آل سعود.

## حياته
- حصل على المرحلة الابتدائية عام 1408 هـ وعلى المرحلة المتوسطة عام 1411 هـ وعلى المرحلة الثانوية عام 1414 هـ من مدارس الرياض.
- حصل على درجة البكالوريوس في العلوم العسكرية من كلية الملك عبد العزيز الحربية عام 1417 هـ.
- كما حصل على عدد من الدورات العسكرية والأمنية والإستخباراتية في المملكة والولايات المتحدة الأمريكية.

### الخدمة العسكرية
- عُين برتبة ملازم عام 1417 هـ في قوات الدفاع الجوي الملكي السعودي بوزارة الدفاع والطيران (وزارة الدفاع حاليا).
- قائد فصيل في مجموعة الدفاع الجوي الرابعة في خميس مشيط خلال الفترة من 1417 هـ إلى 1420 هـ.
- تم ترقيته إلى رتبة ملازم أول عام 1419 هـ.
- نقلت خدماته للعمل بالملحقية العسكرية بسفارة خادم الحرمين الشريفين في واشنطن عام 1420هـ.
- صدر توجيه شقيقه سفير السعودية في الولايات المتحدة بندر بن سلطان بن عبد العزيز آل سعود للملحقية العسكرية السعودية في واشنطن بتكليفه العمل بمكتبه بالسفارة اعتبارا من 5 ذو الحجة 1423 هـ.
- صدر الأمر الملكي بتاريخ 9 جمادى الآخرة 1424 هـ الموافق لـ7 أغسطس 2003م بإنهاء خدمته من السلك العسكري برتبة نقيب وتعيينه على وظيفة (وزير مفوض/ب) بالمرتبة الثالثة عشرة بوزارة الخارجية.
- صدر قرار مجلس الوزراء في جلسته المنعقدة بتاريخ 23 ذو الحجة 1426 هـ بتعيينه على وظيفة (وزير مفوض/أ) بالمرتبة الرابعة عشرة بوزارة الخارجية.[1]
- صدر الأمر الملكي الكريم بتاريخ 7 رمضان 1432 هـ الموافق 7 أغسطس 2011م بتعيينه مساعداً للأمين العام لمجلس الأمن الوطني للشؤون الأمنية والاستخباراتية بالمرتبة الممتازة.[2]
- صدر الأمر الملكي الكريم بتاريخ 29 رمضان 1434 هـ الموافق 6 أغسطس 2013م بإعفائه من منصبه وتعيينه نائباً لوزير الدفاع بمرتبة وزير.[3]
- صدر أمر ملكي بتاريخ بتاريخ 15 رجب 1435 هـ الموافق 14 مايو 2014م بإعفائه من منصبه بناءً على طلبه.[4]
- أصدر الملك سلمان بن عبد العزيز قرارا بتاريخ 28 جمادى الأولى 1445هـ الموافق 12 ديسمبر 2023م بتعيينه أميرا لمنطقة المدينة المنورة بمرتبة وزير[5][6]

## الحياة الشخصية
والدته هي الأميرة صيتة بنت جويعد الدامر العجمي من قبيلة العجمان ، و هو حاليا متزوج من ابنة عمه الأميرة فلوة بنت أحمد بن عبد العزيز آل سعود ولديه منها ولدين فهد وسلطان.
وبنت واحدة هي صيتة متزوجه من صاحب السمو الملكي فيصل بن بندر بن خالد بن فيصل بن عبد العزيز آل سعود.

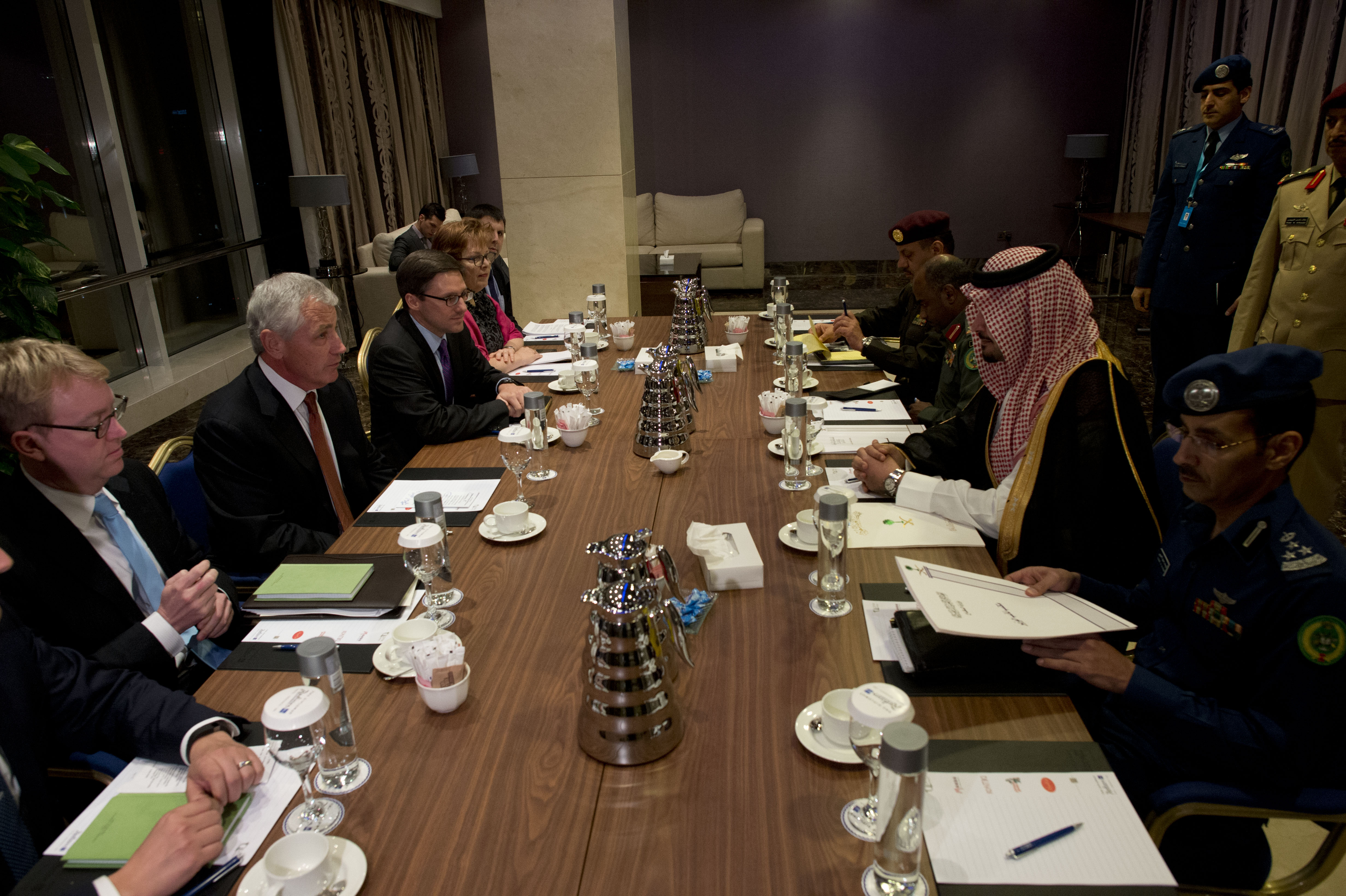
الأمير سلمان في أحد الإجتماعات مع المسؤولين الأمريكيين